# Greisdorf
Greisdorf är en ort i Österrike. Den ligger i kommunen Sankt Stefan ob Stainz i förbundslandet Steiermark, 170 kilometer sydväst om huvudstaden Wien. Orten var till och med 2014 huvudort i kommunen Greisdorf som även omfattade orterna Sommereben, Steinreib och Wald in der Weststeiermark.